# Giacomo Trombara
Giacomo Trombara (Parma, 24 marzo 1741 – San Pietroburgo, 23 febbraio 1811) è stato un architetto italiano.

## Biografia
Trombara nel 1775 partecipò al concorso, indetto dall'Accademia di San Luca, per la realizzazione di un disegno di un'idea di una villa nel cui centro  dovrà formarsi un gran palazzo con eleganti prospetti per un ragguardevole personaggio e la sua nobile famiglia e lo vinse ex aequo insieme a Filippo Nicoletti e Giuseppe Bucciarelli. Nel 1779 su incarico di Caterina II di Russia fu reclutato dal barone Johan Friedrich Reiffenstein, a quel tempo rappresentante a Roma dell'Accademia di Belle Arti di Pietroburgo, insieme a Giacomo Quarenghi e lo stesso anno arrivarono alla corte di San Pietroburgo.